# Калинишна
Кали́нишна — село в Кяхтинском районе Бурятии. Входит в сельское поселение «Субуктуйское».

## География
Расположено на 174-м км Кяхтинского тракта, в 15 км к северу от центра сельского поселения — улуса Субуктуй, и в 44 км от районного центра — города Кяхта.

## Население
| 2002 | 2010 |
| ---- | ---- |
| 211  | ↘163 |